# PHENIX (détecteur)

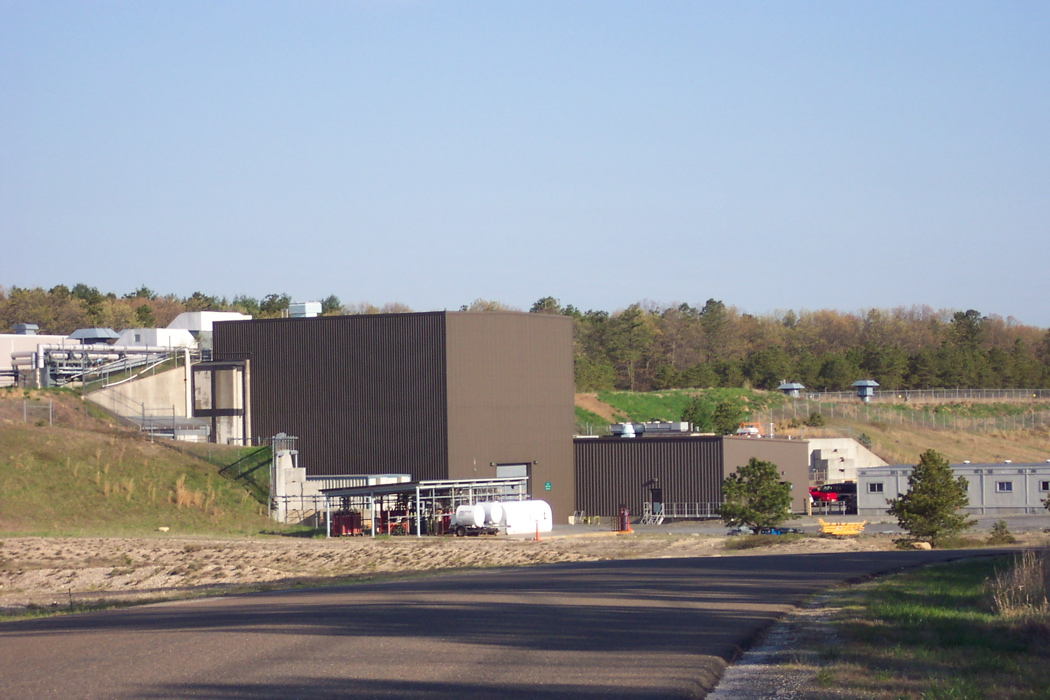
Le bâtiment abritant le détecteur PHENIX (ici en 2004).

Le détecteur PHENIX (pour Pioneering High Energy Nuclear Interaction eXperiment) est la plus grande des quatre expériences ayant recueilli des données au collisionneur d'ions lourds relativistes (RHIC) du Brookhaven National Laboratory, aux États-Unis.

## Aperçu
PHENIX est une expérience exploratoire dans l'étude des collisions à haute énergie des ions lourds et des protons, elle est conçue spécifiquement pour mesurer directement les particules issues des collisions telles que les électrons, les muons et les photons. L'objectif principal de PHENIX est de découvrir et d'étudier un nouvel état de la matière appelé plasma quarks-gluons (QGP). Détecter et comprendre le QGP nous permet de mieux comprendre l'univers dans les premiers instants qui ont suivi le Big Bang. 
L'expérience PHENIX consiste en une collection de détecteurs, chacun d'eux jouant un rôle spécifique dans la mesure des résultats d'une collision d'ions lourds. Les détecteurs sont regroupés en deux bras centraux, qui sont capables de mesurer une variété de particules, y compris les pions, les protons, les kaons, les deutons, les photons et les électrons, et deux bras pour muons qui se concentrent sur la mesure des particules de muons. Il existe également des détecteurs pour caractériser les événements supplémentaires permettant de fournir des informations complémentaires sur une collision, et un ensemble de trois énormes aimants qui courbent les trajectoires des particules chargées. Ces détecteurs fonctionnent ensemble dans un système avancé d'acquisition à grande vitesse de données pour collecter des informations sur l'événement et ensuite enquêter sur les propriétés du QGP. 
L'expérience consiste en une collaboration de plus de 400 scientifiques et ingénieurs du monde entier. La collaboration est dirigée par un porte-parole, élu par les membres tous les trois ans, ainsi qu'une équipe d'adjoints et d'autres membres nommés qui supervisent divers aspects du fonctionnement du détecteur et de la gestion du grand groupe de scientifiques et institutions qui lui sont affiliées. Les porte-parole de 1992 à 2012 ont été Shoji Nagamiya (1992–1998), William Allen Zajc (1998–2006) et Barbara Jacak (2007–2012). 

## La physique de PHENIX
L'équipe PHENIX effectue des recherches fondamentales sur les collisions à haute énergie d'ions lourds et de protons. La mission principale de PHENIX est la suivante : 
- Rechercher un nouvel état de la matière appelé plasma quarks-gluons, qui serait l'état de la matière existant dans l'univers peu après le Big Bang. Les données de PHENIX suggèrent qu'une nouvelle forme de matière a en effet été découverte et qu'elle se comporte comme un fluide parfait. Les scientifiques de PHENIX travaillent actuellement à l'étude de ses propriétés.
- Étudier la matière dans des conditions extrêmes de température et de pression.
- Chercher d'où le proton acquiert son spin.
- Étudier les éléments constitutifs les plus élémentaires de la nature et les forces qui les régissent.
- Créer une carte du diagramme de phase de la chromodynamique quantique.